# Ladislau Raffinsky
Ladislau Raffinsky (ur. 23 kwietnia 1905 w Miszkolcu, zm. 31 lipca 1981 w Klużu-Napoce) – rumuński piłkarz i trener, reprezentant kraju.

## Kariera klubowa
Raffinsky swoją przygodę z futbolem rozpoczął w 1924 w zespole Unirea Timișoara. Rok później dołączył do CA Timișoara. Dobra postawa w tym zespole zaowocowała transferem do najlepszej w tamtym czasie drużyny w mieście i w Rumunii, Chinezul Timișoara. 
Po dwóch latach w Chinezulu, wyjechał do Bukaresztu, gdzie reprezentował miejscowy Juventus. Już w pierwszym sezonie zdobył z zespołem mistrzostwo Liga I. Raffinsky w tamtym czasie zapisał się zdobyciem 10 bramek w wygranym 16:0 spotkaniu ligowym z Dacia Unirea Brăila. 
W 1931 powrócił do Timișoary, gdzie dołączył do Ripensii. Jako piłkarz Ripensy sięgnął po drugie w karierze mistrzostwo Liga I za sezon 1932/33. Po tym sezonie wyjechał do Czechosłowacji, gdzie przez kolejne dwa sezony występował w SK Židenice. 
Od 1935 występował w Rapidzie Bukareszt. Z zespołem Kolejarzy czterokrotnie zdobył Puchar Rumunii w sezonach 1936/37, 1937/38, 1938/39 i 1939/40. Po sezonie 1939/40 zakończył karierę piłkarską.

## Kariera reprezentacyjna
Raffinsky w reprezentacji Rumunii zadebiutował 10 maja 1929 w spotkaniu z Jugosławią, przegranym 2:3. Rok został powołany na Mistrzostwa Świata. Wystąpił tam w dwóch spotkaniach z Urugwajem i Peru. 
Pojechał też na Mistrzostwa Świata 1938, gdzie wystąpił w 2 spotkaniach z Kubą. Spotkanie z 9 czerwca 1938 z Kubą było ostatnim w drużynie narodowej dla Raffinskiego, który łącznie wystąpił w 20 spotkaniach Tricolorii i strzelił jedną bramkę.
| Mecze i gole w reprezentacji | Mecze i gole w reprezentacji | Mecze i gole w reprezentacji | Mecze i gole w reprezentacji | Mecze i gole w reprezentacji | Mecze i gole w reprezentacji | Mecze i gole w reprezentacji |
| #                            | Data                         | Miasto                       | Przeciwnik                   | Gol                          | Wynik                        | Rozgrywki                    |
| ---------------------------- | ---------------------------- | ---------------------------- | ---------------------------- | ---------------------------- | ---------------------------- | ---------------------------- |
| 1.                           | 10.05.1929                   | Bukareszt                    | Jugosławia                   |                              | 2:3                          | Puchar Króla Aleksandra      |
| 2.                           | 06.10.1929                   | Bukareszt                    | Jugosławia                   |                              | 2:1                          | Balkan Cup                   |
| 3.                           | 04.05.1930                   | Belgrad                      | Jugosławia                   |                              | 1:2                          | Puchar Króla Aleksandra      |
| 4.                           | 25.05.1930                   | Bukareszt                    | Grecja                       | Gol                          | 8:1                          | Balkan Cup                   |
| 5.                           | 14.07.1930                   | Montevideo                   | Peru                         |                              | 3:1                          | MŚ 1930                      |
| 6.                           | 21.07.1930                   | Montevideo                   | Urugwaj                      |                              | 0:4                          | MŚ 1930                      |
| 7.                           | 12.06.1932                   | Bukareszt                    | Francja                      |                              | 6:3                          | towarzyski                   |
| 8.                           | 26.06.1932                   | Belgrad                      | Bułgaria                     |                              | 0:2                          | Balkan Cup                   |
| 9.                           | 28.06.1932                   | Belgrad                      | Grecja                       |                              | 3:0                          | Balkan Cup                   |
| 10.                          | 03.07.1932                   | Belgrad                      | Jugosławia                   |                              | 1:3                          | Balkan Cup                   |
| 11.                          | 18.04.1937                   | Bukareszt                    | Czechosłowacja               |                              | 1:1                          | Puchar Sąsiadów              |
| 12.                          | 10.06.1937                   | Bukareszt                    | Belgia                       |                              | 2:1                          | towarzyski                   |
| 13.                          | 27.06.1937                   | Bukareszt                    | Szwecja                      |                              | 2:2                          | towarzyski                   |
| 14.                          | 04.07.1937                   | Łódź                         | Polska                       |                              | 4:2                          | towarzyski                   |
| 15.                          | 08.07.1937                   | Kowno                        | Litwa                        |                              | 2:0                          | towarzyski                   |
| 16.                          | 12.07.1937                   | Ryga                         | Łotwa                        |                              | 0:0                          | towarzyski                   |
| 17.                          | 14.07.1937                   | Tallinn                      | Estonia                      |                              | 1:2                          | towarzyski                   |
| 18.                          | 06.09.1937                   | Belgrad                      | Jugosławia                   |                              | 1:2                          | towarzyski                   |
| 19.                          | 05.06.1938                   | Tuluza                       | Kuba                         |                              | 3:3                          | MŚ 1938                      |
| 20.                          | 09.06.1938                   | Tuluza                       | Kuba                         |                              | 1:2                          | MŚ 1938                      |

## Kariera trenerska
Pomimo tego, że odnosił sukcesy jako piłkarz, Raffinsky nie był świetnym menedżerem. Karierę menedżerską rozpoczął w 1944, trenując FC Astra Ploiești. Był trenerem drużyny z Ploeszti do 1945. 
Trenował także kilka innych klubów z Liga II i Liga III, takich jak Mica Brad, Chimica Târnăveni czy Aurul Zlatna. W 1962 przeniósł się do Kluż-Napoka, będąc przez dwa lata menadżerem Tehnofrig, małego klubu piłkarskiego fabryki o tej samej nazwie. W 1964 Raffinsky wycofał się z futbolu.

## Sukcesy
Juventus Bukareszt
- Mistrzostwo Liga I (1): 1929/30

Ripensia Timișoara
- Mistrzostwo Liga I (1): 1932/33

Rapid Bukareszt
- Puchar Rumunii (4): 1936/37, 1937/38, 1938/39, 1939/40